# Мохнач, Александр Михайлович
Александр Михайлович Мохнач (21 сентября 1931 — 25 июля 2018) — токарь Новосибирского электровозоремонтного завода Министерства путей сообщения СССР, Герой Социалистического Труда (1981).

## Биография
Родился 21 сентября 1931 года в деревне Мезениха Тогучинского района Новосибирской области в семье кузнеца.
В 1949 году окончил в Новосибирске строительное профтехучилище, работал строителем, затем поступил на паровозоремонтный завод учеником фрезеровщика.
В 1951—1955 служил в армии.
После увольнения в запас вернулся на завод, освоил профессию токаря-расточника. Ремонтировал паровозы, а затем и электровозы. Сменные нормы выработки выполнял на 130—140 процентов.
По итогам работы в 10-й пятилетке за достижение высоких производственных показателей в 1981 году присвоено звание Героя Социалистического Труда. Награждён орденами Ленина (дважды), Трудового Красного Знамени, знаком «Почётный железнодорожник». В 2013 году удостоен Памятного знака «За труд на благо города».
С 1997 года на пенсии.
Умер в Новосибирске 25 июля 2018 года. Похоронен на Инском кладбище.